# Xenobiòtic
Un xenobiòtic (de la combinació de les paraules del grec: ξένος (xenos) = estranger i βίος (bios) = vida, a més dels sufixs grecs pels adjectius -τικός, -ή,) és un producte químic que es troba en un organisme però que normalment no s'hi produeix ni s'hi espera la seva presència. També es refereix a substàncies químiques que estan presents en molt més altes concentracions del que és normal. Específicament medicines com són els antibiòtics són xenobiòtics en els humans, ja que el cos humà no pot produir-los per ell mateix ni són parts d'una dieta normal.
Els compostos naturals també poden ser xenobiòtics si són agafats per un altre organisme, com la ingestió d'hormones humanes pels peixos en aigües contaminades o provinents de depuradores d'aigües residuals, o les defenses químiques produïdes per alguns organismes com a protecció contra els depredadors.

## Metabolisme xenobiòtic
El cos treu els xenobiòtics a través del metabolisme xenobiòtic que consisteix en la desactivació dels xenobiòtics i això ocorre principalment en el fetge. Les rutes de la secreció són l'orina, la femta, l'alè i la suor.
Els organismes també poden evolucionar per tolerar els xenobiòtics per exemple alguns animals toleren el verí de les serps.

## Xenobiotics en el medi ambient
La contaminació de les aigües per xenobiòtics és un problema greu. Alguns xenobiòtics són resistents a la degradació com alguns plàstics i plaguicides artificials o alguns productes naturals com els hidrocarburs poliaromàtics i algunes fraccions del petroli cru o del carbó. Tanmateix es pensa que els microorganismes són capaços de degradar gairebé tots els xenobiòtics que es troben a la Terra. Molts xenobiòtics produeixen una gran varietat d'efectes biològics, els xenobiòtics es caracteritzen amb bioassaigs.

## Transplant entre espècies
El terme xenobiòtic es fan servir en trasplantaments d'òrgans entre espècies. Per exemple els cor dels porcs als humans. Els òrgans xenobiòtics que es vol trasplantar s'han de preparar per evitar el rebuig per part del sistema immunitari.